# Interestatal 295 (Washington D. C.)
La Interestatal 295 (en inglés: Interstate 295) y abreviada I-295, con una longitud de 8,05 millas (13,0 km), es una interestatal de sentido sur-norte ubicada en el estado estadounidense de Maryland y en Washington D. C.. La Interestatal 295 hace su recorrido en el Sur desde la  I 95  y  I 495  cerca de Forest Heights, MD hacia el Norte en la  US 29  en Washington D. C.. La carretera se interseca con la  DC 295  en Anacostia, DC.